# 消防設備師
消防設備師（英語：Professional Fire Protection Engineer），是指依中華民國法律消防法取得消防設備師資格者。消防設備師從事各類場所消防安全設備的設計、監造、裝置、檢修工作。
消防設備士（英語：Professional Fire Protection Technician），是指依中華民國法律消防法取得消防設備士資格者。消防設備士從事各類場所消防安全設備的裝置、維護、檢修工作。